# Issy RER (stanice metra v Paříži)
Issy RER je plánovaná stanice pařížského metra na budoucí lince 15 mezi stanicemi Fort d'Issy – Vanves – Clamart a Pont de Sèvres. Místo budoucí stanice se nachází jižně od Paříže ve městě Issy-les-Moulineaux na křižovatce Avenue de Verdun a Avenue Aristide-Briand. S nedalekým železničním nádražím, kde bude možný přestup na linku RER C, bude spojena podzemním průchodem. Stanice bude umístěná v hloubce 21 m.

## Výstavba
Stanici vyprojektoval architekt Brunet Saunier. Vyhláška o zprovoznění tohoto úseku linky 15 byla zveřejněna 24. prosince 2014. Přípravné začaly v březnu 2015 a budou pokračovat do konce roku 2016 a stavební práce začnou v roce 2017. Otevření stanice je plánováno na rok 2020.
Existuje projekt na prodloužení linky 12 ze stanice Mairie d'Issy až do této stanice pro spojení s linkou 15. Rovněž zde bude možný přestup na tramvajovou linku 10 po jejím dokončení.

## Název
Název stanice je prozatím provizorní a je odvozen od železničního nádraží.